# Zentralstadion Qarshi
Das Zentralstadion Qarshi (usbekisch Qarshi markaziy stadioni) ist ein Fußballstadion in der usbekischen Stadt Qarshi im Viloyat Qashqadaryo. Es ist die Heimspielstätte des Fußballvereins Nasaf Karschi, der in der höchsten Liga des Landes spielt. Die Anlage wurde 2006 eröffnet und bietet heute 21.000 Zuschauern Platz.

## Geschichte
Das Stadion wurde 2006 für die Finalwettkämpfe der Jugendsportspiele Umid nihollari errichtet und hatte zur Eröffnung eine Kapazität von 16.000 Plätzen. Ähnlich den deutschen Bundesjugendspielen diente die Veranstaltung dem Ziel Kinder und Jugendliche an allgemeinbildenden Schulen mehr für den Sport zu begeistern und talentierte Sportler zu fördern. Das Stadion war im Februar 2007 Austragungsort eines Freundschaftsspiels zwischen den Fußball-Nationalmannschaften Usbekistans und Aserbaidschans (0:0). Es war für Usbekistan nach zwei Spielen 1999 in Samarqand das dritte Heimspiel außerhalb Taschkents.
Während der Saison 2008 zog der Erstligist Nasaf Karschi in das Stadion. Das erste Spiel – ein 2:0-Heimsieg – fand im August 2008 gegen Pro-League-Aufsteiger Uz-Dong-Ju Andijon statt. Die alte Heimstätte in der Altstadt Qarshis wurde infolgedessen für ein Hallenbad abgerissen. Seit dem Umzug konnte sich der Verein über die heimische Liga regelmäßig für die asiatischen Kontinentalwettbewerbe qualifizieren. Dadurch wurde die Anlage ab der Saison 2010 mehrfach Austragungsort in der AFC Champions League und im AFC Cup. So fand im Oktober 2011 auch das Finale des AFC Cups 2011 zwischen Nasaf Karschi und dem al Kuwait SC aus Kuwait hier statt, das die Usbeken mit 2:1 gewannen.
Im Anschluss an das Saisonende im November 2016 begannen umfangreiche Bauarbeiten an dem Stadion. Zu den Arbeiten gehörten die Renovierung der Kabinen, die Verlegung eines neuen Rasens sowie die Entfernung der Laufbahnen um das Spielfeld und damit einhergehend die Erhöhung der Kapazität auf 21.000 Sitzplätze. Da das ebenfalls in Qarshi befindliche Geolog-Stadion aufgrund Sicherheitsbedenken keine Spielgenehmigung bekam, musste der Verein für die erste Hälfte der nachfolgenden Spielzeit in das rund 50 km östlich liegende Gʻuzor-Stadion in der gleichnamigen Stadt umziehen. Das erste Spiel nach den Umbauarbeiten war am 30. Juni 2017 die Viertelfinalbegegnung im heimischen Pokal gegen Qoʻqon 1912 (4:1).
Zusammen mit drei weiteren Stadien in Taschkent, war das Zentralstadion in Qarshi im Juni 2022 einer der Spielorte der U-23-Fußball-Asienmeisterschaft. Es wurden ein Spiel der Gruppe A und fünf Spiele der Gruppe B hier ausgetragen. In der Saison 2024 gewann Nasaf Karschi im Stadion ihren ersten Meistertitel, womit erstmals seit der Spielzeit 2001 (damals Neftchi Fargʻona) wieder ein Verein außerhalb der Hauptstadt diesen Titel gewinnen konnte.